# はっとりみどり
はっとりみどり（生年不明）は、日本のフェルト&クレイ作家。

## 経歴
長野県上田市出身。武蔵野美術大学彫刻学科卒業。1988年に株式会社サンリオに入社して、立体デザイナーとして勤務。サンリオ退社後、1992年にデザイン事務所 有限会社ポッシュベールを設立。

## 人物
初めての手芸は小学校3年生の時で初めての作品はエコアンダリアのバッグ。
カルチャークラブなどでの羊毛フェルト・粘土のワークショップの講師も務める。
信州大学で造形実習の講師としてフェルト造形を教えている。
臨床美術士として、アートセラピー、障がい児造形教育にも携わる。

## メディア出演
- 『ノンストップ!』（フジテレビ、2021年7月7日）このシュミとまれのコーナーに出演。[4]

## キャラクター
- にゃんころ - 羊毛フェルトで作った猫のキャラクター。
  - 「にゃんころ」は、キット、ビジュアル本、漫画などに展開。阿部川キネコ作画の漫画「にゃんコレ」（『超!アニメディア』）では、にゃんころが擬人化している。擬人化したにゃんころは学研の小学生実用ブックス「5分でわかる片づけ術」（作画・阿部川キネコ）、「5分でわかる友だち術」（作画・橘皆無）にも登場する。
- うさたま
- KUMAKKO（くまっこ）

## 著書
- はじめての羊毛フェルト うさたまを作ろう!（主婦の友社）ISBN 9784072808801（2012年5月）
- 羊毛フェルトのふわふわ子猫（主婦の友社）ISBN 9784072808801（2012年5月）
- 羊毛フェルトのもこもこ子犬（主婦の友社）ISBN 9784072831106（2012年4月）
- 羊毛フェルトのハッピーベア（主婦の友社）ISBN 9784072886793（2013年7月）
- 羊毛フェルトの三つ子のにゃんころ（主婦の友社）ISBN 9784072874219（2013年3月）
- 羊毛フェルトのふんわりハムスター（主婦の友社）ISBN 9784072992173（2015年1月）
- 羊毛フェルトのふわころマスコット（主婦の友社）ISBN 9784072861721（2013年3月）
- 超かんたん羊毛フェルトのマスコット（ブティック社）ISBN 9784834733983（2012年5月）
- にゃんころえんそく日和（学研プラス）ISBN 9784052037597（2013年4月）
- さがそ！きせつのぎょうじ 12かげつ（学研プラス）ISBN 9784052047282（2017年11月）
- サンリオキャラクターのおいしくてかわいいおべんとう（サンリオ）ISBN 9784387070191（2007年3月）
- モンテールのスイーツでできた! サンリオキャラクターのHAPPYおやつ（主婦の友社）ISBN 9784074283828（2018年1月）
- ちいさなおばけちゃんと車いすのななちゃん（又野亜希子・文、あけび書房）ISBN 9784871540995（2011年4月）
- ぴんころさまのおすそわけ（宮脇麦光・文、佐久商工会議所）（2018年2月）
- しりとりじまのだいぼうけん（小学館）
- どうぶつがいっぱい（小学館）
- くぅちゃんえほん だあれ？（学研プラス）
- ディズニープリンセス2005年ブック（河出書房新社）
- ニードルフェルトのふんわりかわいい動物マスコット（ブティック社・共著）ISBN 9784834745719（2018年3月）
- ガールズクラフトBOOK（日東書院）ISBN	9784528022539（2019年7月）
- てづくりけしゴムランド（学研プラス）ISBN 9784057507187（2019年12月）
- ねんどdeクッキングBOOK（日東書院）ISBN 9784528023024（2020年7月）
- 羊毛フェルト材料用具つき ふわふわ みつごのにゃんころキット（学研プラス）ISBN 9784057507552（2020年8月）
- 5分でわかる友だち術（キャラクター原案、マンガ：橘皆無、学研プラス）ISBN 9784052052729（2021年3月）
- 5分でわかる片づけ術（キャラクター原案、マンガ：阿部川キネコ、学研プラス）ISBN 9784052052736（2021年3月）
- 5分でわかる安心ネット術（キャラクター原案、マンガ：岩崎 つばさ、学研プラス）ISBN 9784052053948（2021年9月）
- もふもふ! 毛糸や羊毛のアクセサリー (ぜんぶかわいい!手芸クラブ) （あかね書房）ISBN 9784251050144（2021年12月）
- アクレーヌネオンカラーでつくる ニードルフェルト基礎BOOK（共著／ハマナカ）商品番号：H109-073（2023年6月）※手芸店でしか扱えない本

## 表紙
- 悲歌（エレジー）（文庫版表紙、作：赤川次郎、角川文庫） ISBN 9784041879382 （1998年11月）

## キット
- ふたごのにゃんころ みけ&クッキー（ハマナカ）
- うさたまシリーズ ふたごのにゃんころ（ハマナカ）
- みつごのにゃんころ（ハマナカ）
- にゃんころリング（ハマナカ）
- パステルにゃんころ（ハマナカ）
- ポメラニアン&マルチーズ（ハマナカ）
- もるた&もるちゃん（ハマナカ）
- なかよしパンダ（ハマナカ）
- あざらしのきょうだい（ハマナカ）
- ふわふわフレンズ シーズー（ハマナカ）
- ふわふわフレンズ こねこ（ハマナカ）
- ふわふわフレンズ うさぎ（ハマナカ）
- しば犬アンドシーズー（ハマナカ）
- だるま&はりこ犬（ハマナカ）
- はりねずみのピンクッション（ハマナカ）
- ぺんぎん&ハムスター（ハマナカ）
- うさたまとサンドイッチ（ハマナカ）
- さくら姫とピヨ（ハマナカ）
- アクレーヌハッピーおばけちゃん（ハマナカ）
- ぺんぎん&ハムスター（ハマナカ）
- ふわふわ干支もちひつじ（ハマナカ）
- なかよしこざるラッキー&チョコ（ハマナカ）
- ぴーちゃんおやこ（ハマナカ）
- モール×アクレーヌゾウ&カバ（ハマナカ）
- 健康長寿ぴんころ地蔵（佐久商工会議所・ハマナカ）
- うさぎのモフィ・モフィ（ハマナカ）
- うさぎのモフィ・ソラ（ハマナカ）
- アクレーヌ マルからつくるキット ハッピーおばけちゃん H441-413（ハマナカ）
- ネオンカラーアニマルズ トリケラくん H441-626（ハマナカ）
- ネオンカラーアニマルズ　ステゴザウルス H441-625（ハマナカ）
- ネオンカラーアニマルズブラキオくん H441-624（ハマナカ）